# Garra vittatula
Garra vittatula är en fiskart som beskrevs av Kullander och Fang 2004. Garra vittatula ingår i släktet Garra och familjen karpfiskar. IUCN kategoriserar arten globalt som nära hotad. Inga underarter finns listade i Catalogue of Life.